# Simfonia núm. 8 (Xostakóvitx)
La Simfonia núm. 8 en do menor, op. 65, de Dmitri Xostakóvitx és una obra musical per a orquestra simfònica. Fou escrita durant l'estiu de l'any 1943 i estrenada el dia 4 de novembre del mateix any per l'Orquestra Simfònica de l'URSS sota la batuta del director Ievgueni Mravinski, a qui fou dedicada.

## Context històric
Per comprendre plenament el sentit de la Simfonia núm. 8 cal fer esment del context històric en què vivia Dmitri Xostakóvitx, i és que la creació d'aquesta obra s'emmarca en un dels períodes més foscos d'Europa i, per extensió, del món sencer: la Segona Guerra Mundial.
Després del trencament del Pacte Molotov-Ribbentrop l'any 1941 (que suposava la pau entre l'Alemanya Nazi i el Règim Comunista Rus), l'exèrcit del Tercer Reich avançava ràpidament en la conquesta dels territoris soviètics i els països de l'orient d'Europa. Per la seva banda, quan la situació havia empitjorat per l'avanç d'Alemanya, el govern de Stalin acordà la unió amb els Aliats i així s'obrí l'intens període de batalles al Front d'Orient.
Quan les tropes nazis arribaren a tocar de Moscou, l'any 1942, l'exèrcit soviètic va aconseguir allunyar els alemanys de la ciutat amb una contraofensiva. Fou la primera vegada que una batalla quedava a favor dels russos i, des de llavors, el front alemany d'orient començà a retrocedir fins al final de la Guerra. Els fets que marcaren definitivament el canvi de tendència foren les victòries soviètiques a la batalla de Stalingrad (entre l'agost del 1942 i el febrer del 1943) i a la batalla de Kursk (l'estiu del 1943).
El preu que pagà l'URSS per aquestes batalles i els combats al front fou de centenars de milers de morts i ferits. A banda del fet de la guerra que vivia el país, cal tenir en compte la fam i la pobresa que existien amb la persistència de les polítiques col·lectivitzadores pròpies del sistema comunista; aquesta unió d'elements generà una societat altament deprimida i afectada.
És, per tant, en aquest context de guerra (amb perspectiva positiva) i depressió que, l'estiu de 1943, Dmitri Xostakóvitx escriu la Simfonia núm. 8.

## L'autor
L'any 1943, Xostakóvitx vivia a Moscou. El març d'aquell any havia acabat d'escriure la Sonata per a piano núm. 2 i al maig tenia enllestides les Vuit cançons populars angleses i americanes per a veu i orquestra. Fou a partir del juliol quan començà a treballar en la Simfonia núm. 8.
Era, per tant, el temps en què les conseqüències de la batalla de Stalingrad començaven a ser evidents: l'avanç i les victòries de l'Exèrcit Roig eren cada cop més abundants i l'evolució de la batalla de Kursk (lluita que s'efectuà aquells mesos) semblava girar-se a favor dels soviètics. Tot i això, Moscou, malgrat no ser la línia del front, vivia un tens ambient de guerra. En aquest context moscovita, del 2 de juliol fins a principis d'agost, va escriure el primer moviment de la simfonia (de gairebé trenta minuts de durada).
Seguidament, abandonà la capital per anar a la ciutat d'Ivanovo, on l'Associació de Compositors Soviètics a què pertanyia tenia una antiga casa senyorial. Era un lloc llunyà i apartat de les vicissituds de la guerra i, per tant, un espai amb condicions més favorables per desenvolupar un treball compositiu. En aquell moment l'associació restaurava l'espai; malgrat aquest fet, hi vivien amb les seves famílies, entre d'altres, Serguei Prokófiev, Aram Khatxaturian, Reinhold Glière, Vano Muradeli o Nikolai Peiko. Prop d'allí, en un espai apartat, hi havia un antic galliner; una caseta de fusta habilitada per a Xostakóvitx amb un piano vertical i una tauleta fixada amb claus a la paret. Allí Xostakóvitx va escriure-hi la resta de moviments de la vuitena simfonia.
Les llargues estones de treball eren interrompudes pel mateix Xostakóvitx a les cinc en punt de la tarda, ni un minut més, quan tornava a la casa principal i, en anglès, es dirigia als companys compositors dient: «És l'hora de jugar a voleibol» i tots deixaven la seva feina per anar a jugar partits de vòlei, l'àrbitre dels quals era en Xostakóvitx.
Amb el pensament encara en la guerra, però en un ambient més llunyà i distès, Dmitri Xostakóvitx acabà la Simfonia núm. 8 el dia 9 de setembre del 1943. Havia trigat dos mesos a acabar-la i l'havia escrit en dos ambients diferents, la ciutat de Moscou i la casa d'Ivanovo.

## L'obra

### Significat
Dmitri Xostakóvitx escriu aquesta Vuitena Simfonia pensant en l'horror de la guerra i del totalitarisme (tant del règim Nazi de Hitler com del règim comunista de Stalin). És, per tant, una simfonia dramàtica que desprèn la tristesa i la llàstima que Xostakòvitx sent per cadascuna de les víctimes oprimides pels seus governs o mortes en batalla; Dmitri va afirmar: "Les meves simfonies són una làpida", en record a tota la gent que perí.

### Moviments

#### 1. Adagio - Allegro non troppo
Aquest primer moviment, de gairebé mitja hora de durada, és una càrrega d'expressió i tensió molt potent. Presenta analogies, pel que fa al tema introductori, amb el primer moviment de la seva Simfonia núm. 5; no obstant, es contraposa a la perfecció formal de la cinquena simfonia entrant en una òptica més expressiva tot jugant amb la nuesa d'un llenguatge sonor molt simplificat en alguns passatges contra un gran punt culminant abans de la reexposició d'aquest tema inicial. Aquesta força dona una visió tràgica de l'obra molt imprevista. Aquí podem veure les notes d'inici de la simfonia:

#### 2. Allegretto
El segon moviment, una marxa, pren un caràcter caricaturesc: el tema principal és una paràfrasi d'un conegut Foxtrot alemany anomenat Rosamunde. El tractament que Xostakóvitx fa d'aquest tema s'acosta a la paròdia.
En aquest moviment destaca l'ús del to de Re bemoll Major com a tonalitat principal tot i emprar-la ben poc com a centre tonal i allunyar-se a sistemes que espremen el concepte menor-major al màxim i s'acosten a l'atonalitat. El tema principal va repetint-se i reapareixent al llarg del moviment fins al final, moment en què es combina amb ell mateix donant una dimensió polifònica que el porta al punt culminant. En aquesta imatge es pot veure l'inici del segon moviment:

#### 3. Allegro non troppo -
Al tercer moviment, Xostakóvitx continua emprant un temps ràpid, la qual cosa ens suggereix un segon Scherzo dintre l'estructura de la simfonia. Aquest moviment, d'una gran brillantor i claredat, és la mostra de com, amb reducció i simplicitat de forma i instrumentació, és capaç de generar un gran efecte al públic i un intens dramatisme. Des del principi fins al final del moviment, podem observar com un pertinaç ritme de negres fa de fil conductor:
A aquest ritme constant s'hi van afegint motius breus i petits temes de dinàmiques fortes i sobtades. Aquests motius, al llarg del moviment, evolucionen i agafen embranzida i cada cop els remarquen més instruments a la vegada. Quan arriba al primer punt destacat, Xostakóvitx, fa un canvi de caràcter i introdueix un fragment paròdic amb ritme de marxa el qual quedarà tallat altra volta per la intervenció de les violes reexposant el tema inicial i reiniciant la càrrega de forces motíviques dels altres instruments. Aquesta suma constant de força i tensió acaba desembocant a un final de moviment i inici del següent que resulten el punt culminant de tota la simfonia. En aquest segon exemple podem veure els primers motius que apareixen sobre l'acompanyament:
Aquest punt culminant, doncs, enllaça i és compartit a l'inici del quart moviment. Per tant, el tercer moviment ha tingut el caràcter i, a més, jugat el paper de Tocata per tal de preparar el tema que vindrà després:

#### 4. Largo -
Aquest nou tema, introduït i enllaçat directament per l'anterior moviment, actua com una Passacaglia. La seva línia melòdia és tràgica i penetrant, per això se l'anomenà (i, per extensió, a tota la simfonia) l'"Epopeia del sofriment". El tema principal és recurrent al llarg del moviment:
A aquest tema, inicialment interpretat fortíssim i després repetit pels baixos, s'hi afegeixen alternativament nous motius introduïts per altres instruments que són tractats de forma polifònica respecte al baix.

#### 5. Allegretto
En contraposició a l'anterior moviment, aquest té un caràcter pastoral. Els temes que hi apareixen són diversos i formen un conjunt d'episodis molt diferenciats cosa que dona al moviment una impressió de mosaic. La forma també és molt variada: té elements de rondó i de sonata i hi introdueix una fuga central que evoca èpoques passades. El final de la simfonia és pianissimo, fet que suggereix un interrogant final que fa acabar-la amb un regust pessimista, com si estronqués l'alegria i els colors que presentava aquest cinquè moviment. Aquest fragment és el tema inicial:

### Estrena i rebuda
L'estrena absoluta de la simfonia fou el dia 4 de novembre de 1943. Xostakóvitx escrigué una breu ressenya sobre les intencions de l'obra i el seu significat; volia transmetre allò que ell sentia i ho evocà fent un retrat musical d'un home a què el terrible martell de la guerra ha deixat commocionat i el destí del qual s'ha unit a la massa de la gent i arriba a la conclusió següent: «(...) després de la guerra no existirà mai una victòria car no hi ha victòria possible en llocs on ha mort tanta gent, només quedarà un raig d'esperança» (és el que vol remarcar al cinquè moviment). El públic, en conèixer el missatge, quedà copsat i commogut en escoltar-la per primera vegada i tingué un gran ressò i molt bona rebuda.
L'alta burocràcia, en canvi, no veié en bons ulls la simfonia. La titllaren d'"antirevolucionària" i "antisoviètica" pel seu missatge pessimista, trist i sobri. Les autoritats russes volien una simfonia que magnifiqués les grans gestes que l'exèrcit rus estava guanyant en fer retirar cada cop més les tropes nazis. Per tant, el missatge era contrari a les idees de propaganda del règim fet que provocà el gairebé oblit total de la simfonia després de la seva estrena. Això dolgué molt a Xostakóvitx al llarg de tota la seva vida.

### Instrumentació[10]
| Família       | Instruments |
| ------------- | --- |
| Vent de fusta | - 4 Flautes (de les quals la III i la IV poden ser doblades afegint-hi 2 flautins) - 2 Oboès - 1 Corn anglès - 2 Clarinets (en Si bemoll o La) - 1 Clarinet en Mi bemoll (Requint) - 1 Clarinet baix (en Si bemoll) - 3 Fagots (dels quals el tercer pot ser doblat afegint-hi un Contrafagot) |
| Vent metall   | - 4 Trompes (en Fa) - 3 Trompetes (en Si bemoll) - 3 Trombons - 1 Tuba |
| Percussió     | - Timbales - Triangle - Bombo - Tambor - Plats - Caixa - Gong - Xilòfon |
| Corda         | - Violins (16 violins primers i 14 violins segons) - Violes (12) - Violoncels (12) - Contrabaixos (10) |